# Rivière Chaba (Canada)
La rivière Chaba (anglais : Chaba River) est une rivière située à l'ouest de l'Alberta, au Canada. Elle prend sa source dans les Rocheuses canadiennes, et se déverse dans la rivière Athabasca. 
La rivière Chaba est un des principaux affluents de la rivière Athabasca. Elle est alimentée par la fonte des glaces provenant du Chaba Icefield, comprenant le Chaba Peak, ainsi que le pic Listening et le pic Sundial. Un glacier de moindre importance situé sur le Mount Quincy contribue également à la rivière Chaba. La rivière est nommée par A.P. Coleman, un géologue né dans le Canada de l'ouest en 1852. Il écrit qu'il y avait « d'innombrables barrages de castors et arbres » le long de la rivière, et la nomme d'après le terme utilisé pour designers les « castors » en langue Stoney.